# Gnophos siberiata
Gnophos siberiata är en fjärilsart som beskrevs av Achille Guenée 1858. Gnophos siberiata ingår i släktet Gnophos och familjen mätare. Inga underarter finns listade i Catalogue of Life.